# Терма (Секретные материалы)
«Терма» (англ. «Terma») — 9-й эпизод 4-го сезона сериала «Секретные материалы». Премьера состоялась 1 декабря 1996 года на телеканале FOX. Эпизод позволяет более подробно раскрыть так называемую «мифологию сериала», заданную в пилотной серии. Режиссёр — Роб Боумэн, автор сценария — Крис Картер и Фрэнк Спотниц, приглашённые звёзды — Николас Леа, Стефан Арнгрим, Ян Рубец.
Название отсылает к буддийскому Терма́. Начальный девиз изменён с «The truth is out there» на «E pur si muove!»
В США серия получила рейтинг домохозяйств Нильсена, равный 10,3, который означает, что в день выхода серию посмотрели 17,34 миллиона человек.
Главные герои серии — Фокс Малдер (Дэвид Духовны) и Дана Скалли (Джиллиан Андерсон), агенты ФБР, расследующие сложно поддающиеся научному объяснению преступления, называемые Секретными материалами.

## Сюжет
В Бока-Ратоне старая женщина добровольно подвергает себя подпольной эвтаназии. К ужасу её внучки и доктора, из глаз и носа умершей начинает выползать «чёрное масло».
В Санкт-Петербурге Василий Песков, давно вышедший на пенсию сотрудник КГБ, в своей квартире получает из рук курьера послание из Красноярска от некоего «товарища Арнцена».
В тюремной камере с трудом очнувшийся после опытов Малдер узнает о том, что Крайчек — двойной агент, работающий на людей, производящих опыты с «чёрным маслом». С помощью самодельного ножа, подаренного ему заключённым в соседней камере русским геологом, Малдер во время построения нападает на начальника лагеря и совершает побег из лагеря, угнав грузовой автомобиль и затолкав Крайчека в кузов. Крайчек, очнувшись после ударов Малдера, выпрыгивает на большой скорости. У грузовика отказывают тормоза, и машина летит под откос. Малдеру удаётся спрятаться от преследователей в лесу. Василий Песков прибывает в США и, инсценируя несчастный случай, убивает доктора Консорциума — Бониту Карен-Сейер, проводившую опыты с «чёрным маслом». Скалли допрашивают в Сенате и после её отказов отвечать на вопросы, связанные с местонахождением Малдера, заключают под стражу.
Крайчека в лесу находит группа молодых мужчин, у каждого из которых ампутирована левая рука. Крайчек выдает себя за американца, безосновательно обвинённого в шпионаже. Чтобы спасти его от опытов, мужчины ночью отрезают Крайчеку левую руку. Малдера находит водитель угнанного им грузовика и притаскивает к себе домой. Малдер убеждает его и его жену добраться с ним до Санкт-Петербурга, где он сам сможет им помочь. Василий Песков пробирается в лабораторию и ликвидирует доктора Сакса, заражённого «чёрным маслом» (см. предыдущую серию).
Прибыв в Сенат, Малдер прерывает заседание своим появлением, после чего вместе со Скалли отправляется на допрос сообщника Крайчека, пойманного в Нью-Йорке, выясняя, что «Арнцен» — это псевдоним Крайчека. Позже Малдер и Скалли прибывают в дом престарелых во Флориде, но Песков опередил их на считанные минуты, ликвидировав пациентов доктора Карен-сейер и ускользнув из-под носа у агентов. След Пескова ведёт в Канаду, но агентам не удаётся его поймать: Песков уничтожает последний камень, содержащий «чёрное масло», взорвав его в нефтескважине. Вернувшись домой, Песков встречает у себя дома Крайчека, который и нанял его для этих заданий.

## Производство
Название эпизода является отсылкой к буддисткому религиозному понятию терма, означающего собрание тайных учений. Создатель сериала Крис Картер счёл это подходящим для символизации секретов, хранимых Консорциумом. Тэглайн серии был заменён с обычного «Правда где-то там» на «E pur si muove». Фраза, в переводе с итальянского означающая «И всё-таки она вертится!», якобы была произнесена учёным Галилео Галилеем, после того как он был вынужден отречься перед инквизицией от своего убеждения в том, что Земля вращается вокруг Солнца, а не наоборот. Сцены в «гулаге» были написаны под впечатлением от произведений Александра Солженицына «Архипелаг ГУЛАГ» и «Один день Ивана Денисовича».
Сцены на нефтеперерабатывающей станции были отсняты на тепловой электростанции в Порт Муди, Британская Колумбия. Для сцены взрыва нефтескважины специалист сериала по спецэффектам, Дэвид Готье, построил копию колонной головки в заброшенной каменоломне. Конструкция была смоделирована таким образом, что в сцене выброса в воздух гигантского потока нефти в кран под большим давлением подавалась окрашенная в цвет нефти вода. При взрыве же оператор конструкции дистанционно переключал механизм на подачу керосина и жидкого пропана, что позволило создать огненную шапку высотой около 90 метров.
Николас Леа, исполнявший роль Крайчека, занимался с русскоговорящим учителем по вокалу, чтобы максимально точно передать русскую речь.

## Комментарии
1. ↑  Один из героев эпизода описывает место своего заключения как «гулаг», хотя действие эпизода происходит в 1996 году, тогда как ГУЛАГ был преобразован в ГУИН в 1960 году.